# أنطونين شفيهلا

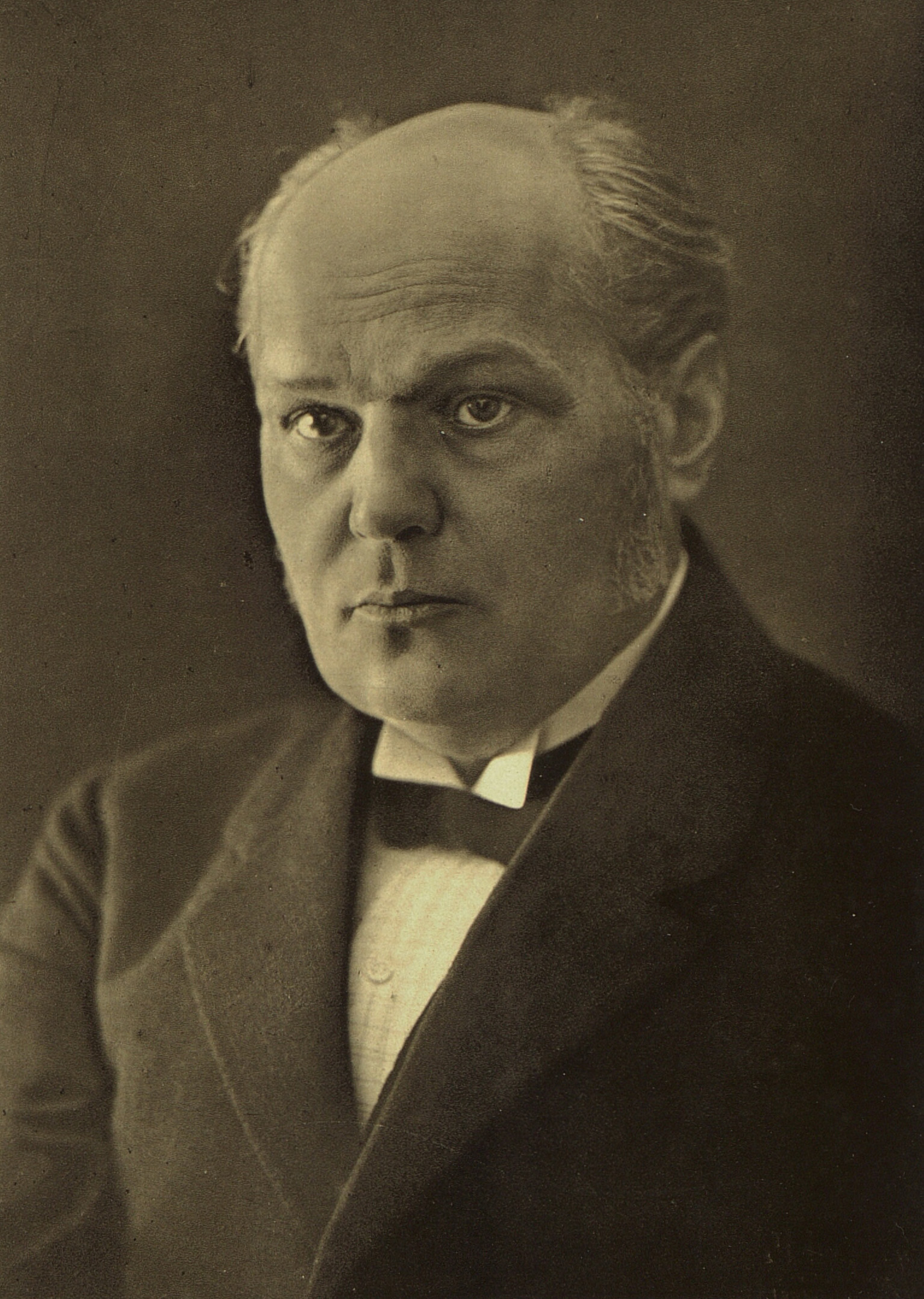
By Thomas Crane

أنطونين شفيهلا (15 أبريل 1873 - 12 ديسمبر 1933) سياسي تشيكوسلوفاكي. وقد شغل مناصب رئيس وزراء تشيكوسلوفاكيا لثلاثة مرات. ويعتبر واحدا من أهم الشخصيات السياسية في جمهورية تشيكوسلوفاكيا الأولى. كان زعيم الحزب الزراعي ، الذي كان مهيمنا من قبل بيتكا، والذي كان إلى حد كبير اختراعه الخاص. يرجع الفضل أيضًا إلى Svehla مع شعار الخمسة: «لقد اتفقنا على أن نتفق».